# Akademmistetchko (métro de Kiev)
Akademmistetchko (ukrainien : Академмістечко) est une station terminus de la  Ligne Svyatochins'ko-Brovars'ka (M1) du métro de Kiev. Elle est située dans le raïon de Sviatochyne de la ville de Kiev en Ukraine.
Mise en service en 2003, elle est desservie par les rames de la ligne M1. Le service est arrêté ou perturbé depuis l'invasion de l'Ukraine par la Russie en 2022.

## Situation sur le réseau
Établie en souterrain, la station Akademmistetchko, est un terminus de la Ligne Svyatochins'ko-Brovars'ka (M1) du métro de Kiev. Terminus ouest de la ligne M1 elle est située avant la station Jitomirska, en direction du terminus est Lisova.
Elle dispose d'un quai central encadré par les deux voies de la ligne.

## Histoire
La station terminus Akademmistetchko est mise en service le 24 mai 2003, lors de l'ouverture à l'exploitation de la prolongation depuis l'ancien terminus Svyatochin. La station est due aux architectes T. Tselikovskaya, V. Gnevishev, M. Alyoshkin et A. Krushinsky.

## Services aux voyageurs

### Desserte
Akademmistetchko est desservie par les rames de la ligne M1.

Installations et desserte
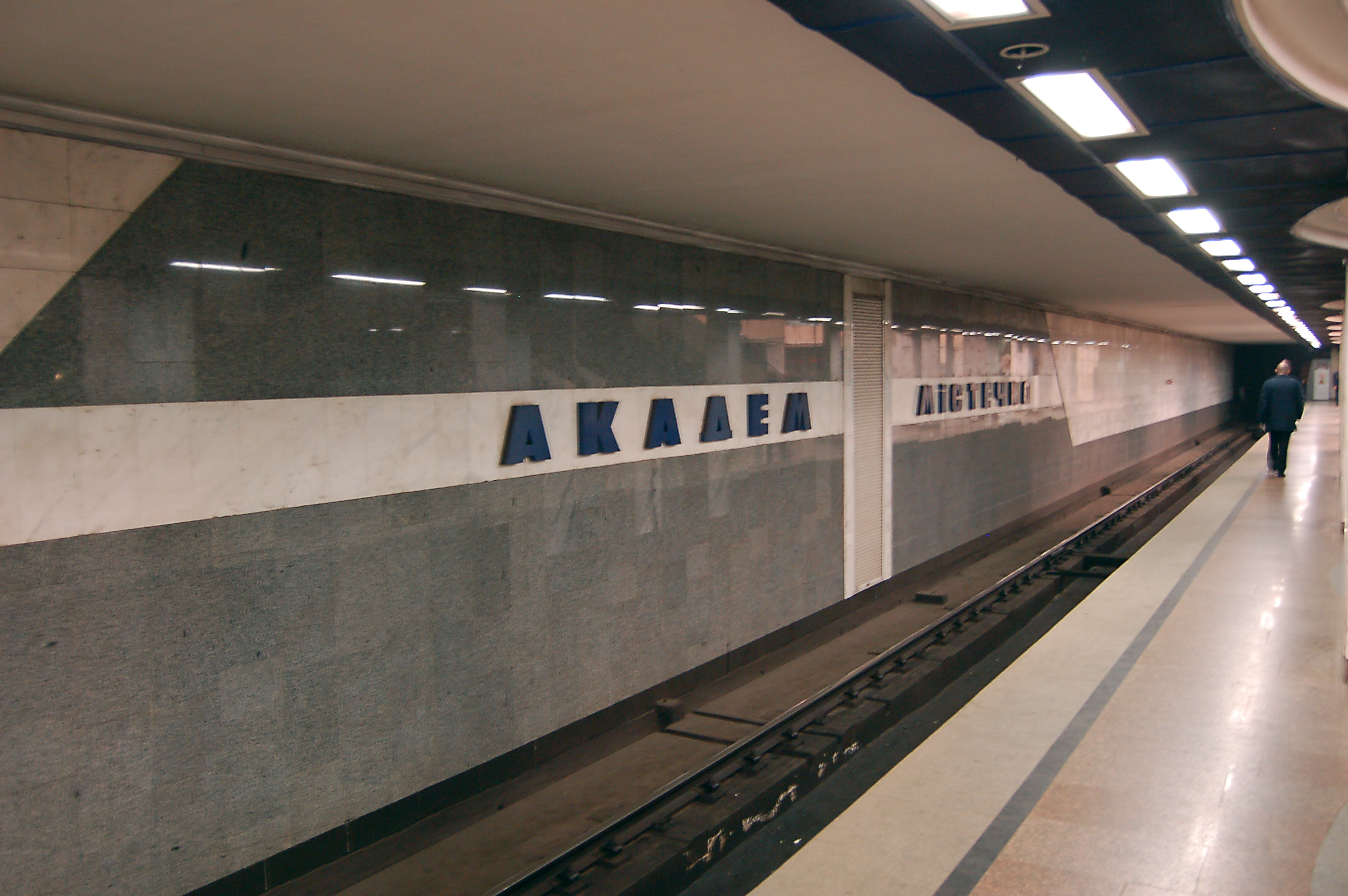
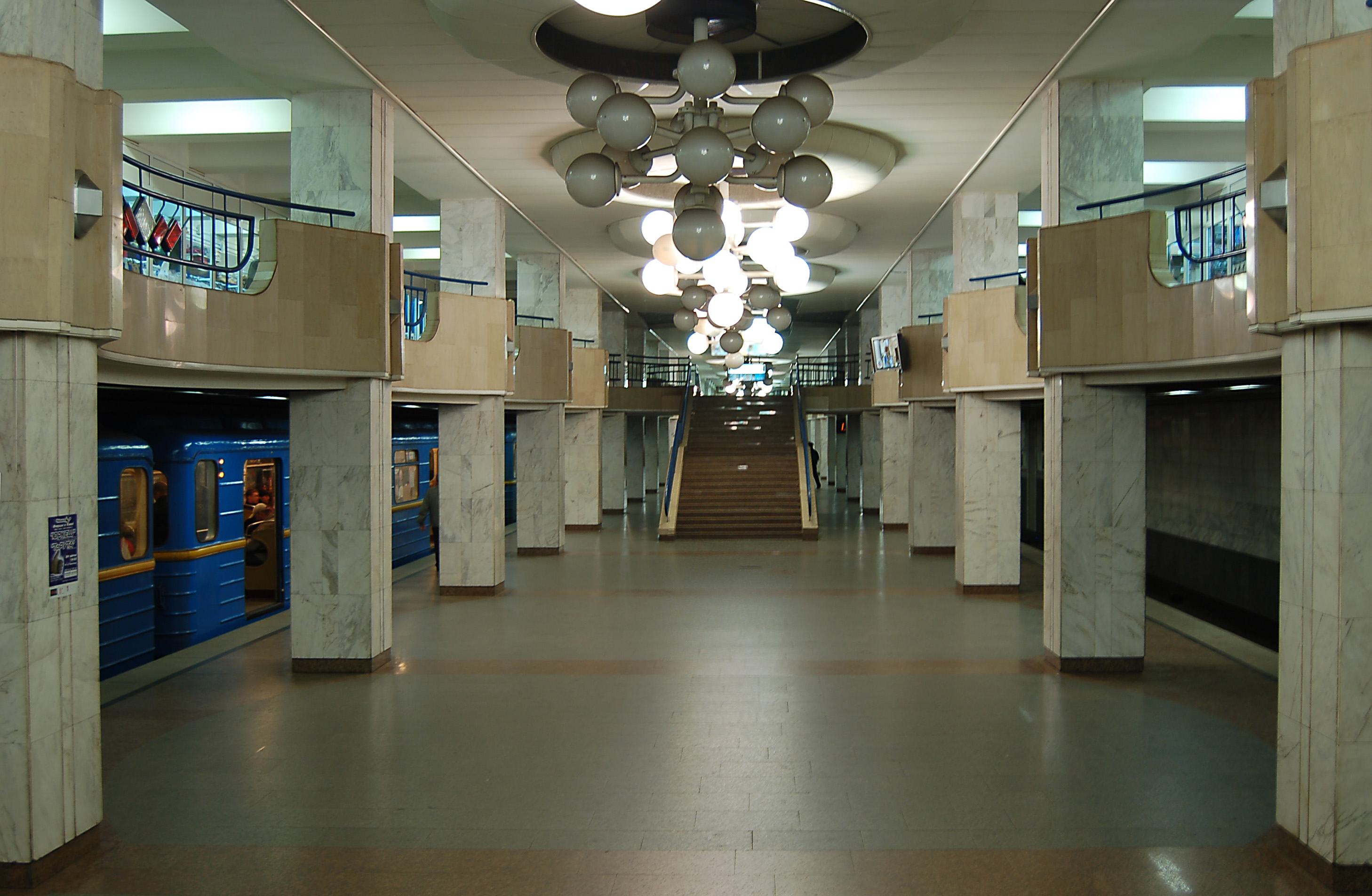
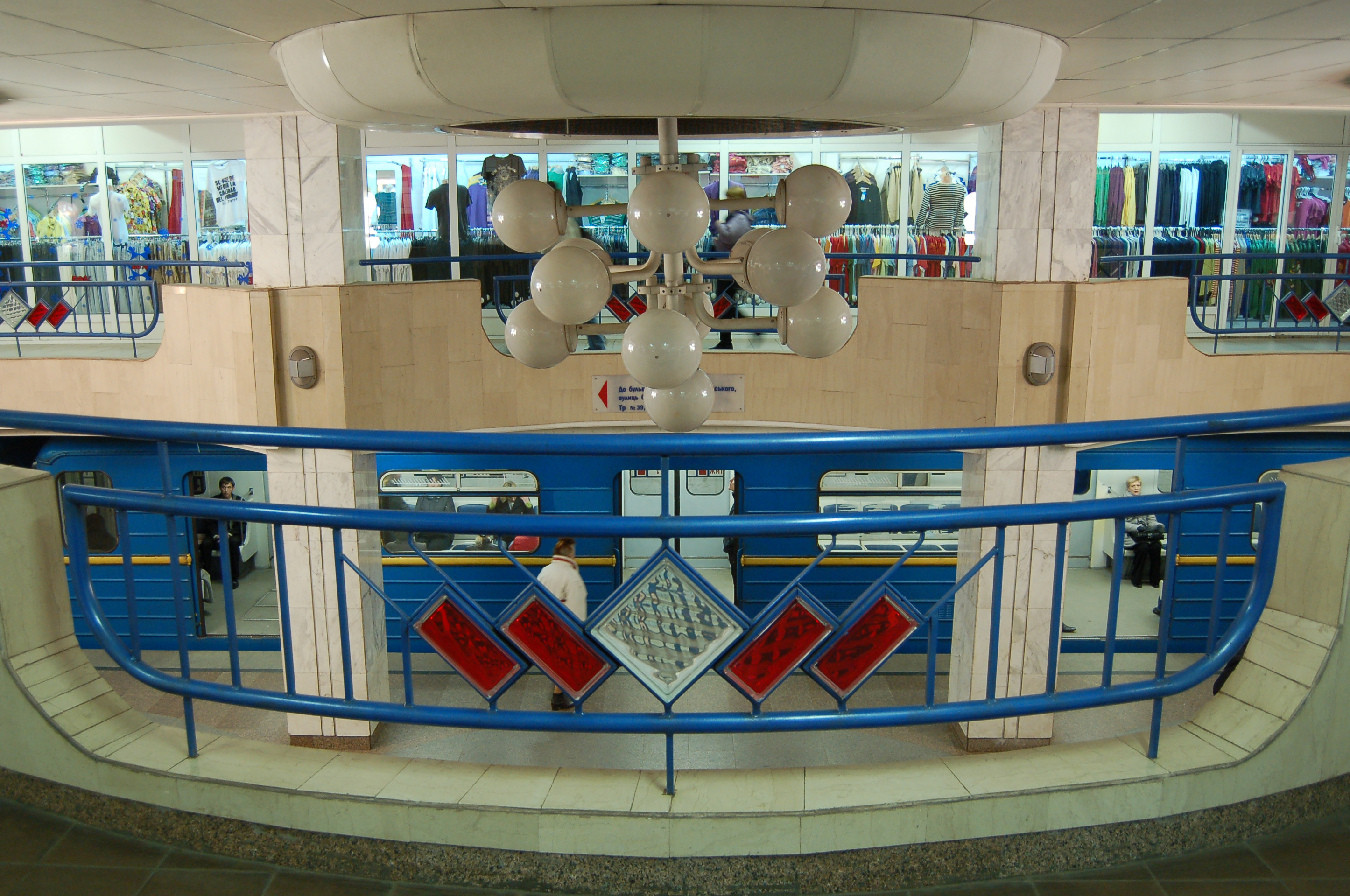